# Pupi Avati
Giuseppe Avati, más conocido como Pupi Avati (n. el 3 de noviembre de 1938 en Bolonia, Emilia-Romaña), es un director de cine, productor y guionista italiano.

## Filmografía
- Balsamus, l'uomo di Satana (1970)
- Thomas e gli indemoniati (1970)
- La mazurka del barone, della santa e del fico fiorone (1975)
- Bordella (1976)
- La casa dalle finestre che ridono (1976)
- Tutti defunti... Defunti tutti ... tranne i morti (1977)
- Le strelle nel fosso (1979)
- Aiutami a sognare (1981)
- Dancing Paradise (1982)
- Zeder (1983)
- Una gita scolastica (1983)
- Noi tre (Nosotros tres, 1984)
- Impiegati (1984)
- Festa di laurea (1985)
- Regalo di Natale (1986)
- Ultimo minuto (1987)
- Sposi (1987, primer episodio, "Sposi")
- Storia di ragazzi e di ragazze (1989)
- È proibito ballare (1989, TV)
- Bix (1991)
- Fratelli e sorelle (1991)
- Magnificat (1993)
- L'amico d'infanzia (1994)
- Dichiarazioni d'amore (1994)
- Voci notturne (1995, miniserie)
- Festival (1996)
- L'arcano incantatore (1996)
- Il testimone dello sposo (1998)
- La via degli angeli (1999)
- I cavalieri che fecero l'impresa (2001)
- Il cuore altrove (2003)
- La rivincita di Natale (2004)
- Ma quando arrivano le ragazze? (2004)
- La seconda notte di nozze (2005)
- La cena per farli conoscere (2007)
- Il nascondiglio (2007)
- Il papa di Giovanna (2008)

## Premios y distinciones
Festival Internacional de Cine de Venecia
| Año  | Categoría                       | Película             | Resultado |
| ---- | ------------------------------- | -------------------- | --------- |
| 2008 | Premio Leoncino d'oro Agiscuola | El padre de Giovanna | Ganador   |
| 2008 | Premio Nazareno Taddei          | El padre de Giovanna | Ganador   |